# Koldo Serra de la Torre
Koldo Serra de la Torre (Bilbao, Biscaia, 15 de abril de 1975), és un director de cinema i guionista espanyol, conegut pels seus treballs en cinema i televisió com El tren de la bruja (2003), The backwoods (2006), Gernika (2016) o Reina Roja (2024).

## rajectòria
És llicenciat en Belles arts (especialitat audiovisuals) per la Universitat del País Basc. A més del cinema, conrea altres arts com el còmic o el disseny, sent l'autor dels cartells del Fant (Festival de Cinema Fantàstic de Bilbao) entre els anys 2000 i 2004, tots dos inclosos, i el de 2014, commemoratiu del vintè aniversari del festival.
Ha publicat un còmic recopilatori d'històries curtes realitzades per ell, titulat "La Bestia del día".
Ha estat ajudant de direcció de diversos espots publicitaris, vídeoclips i curts, com 7:35 de la mañana de Nacho Vigalondo (obra nominada als Premis Oscar de 2004 com a millor curtmetratge) o 'Snuff 2000' de Borja Crespo.
Koldo ha dirigit els curtmetratges Amor de madre (escrit i dirigit amb Gorka Vázquez) i El tren de la bruja (escrit amb Nacho Vigalondo), tots dos premiats en festivals de mig món, arribant a aconseguir amb el segon, el Méliès d'Or al millor curtmetratge fantàstic europeu a l'Amsterdam Fantastic Film Festival.
En 2007 Koldo Serra va estrenar el seu primer llargmetratge "The backwoods" on comptava amb un planter de luxe destacant els actors internacionals Gary Oldman (Dràcula, Léon), Virginie Ledoyen (8 femmes, La platja) o Paddy Considine (24 Hour Party People, L'ultimàtum de Bourne). Entre els actors espanyols destacar a Aitana Sánchez Gijón i Lluís Homar.
La seva segona pel·lícula, de títol "Guernica" i rodada en 2015 es va estrenar el 26 d'abril de 2016 en el marc del Festival de Màlaga.
"Guernica", de nou amb càsting internacional, és protagonitzada per María Valverde, James D'Arcy, Jack Davenport, Ingrid García-Jonsson, Álex García, Irene Escolar, Bárbara Goenaga, Burn Gorman i Joaquim Assboeck.
Al març de 2019 ha estrenat el seu tercer llargmetratge "70 binladens", protagonitzat per Emma Suárez, Nathalie Poza, Hugo Silva, Daniel Pérez-Prada i Bárbara Goenaga, i produït per Álex de la Iglesia.
A més de realitzar espots publicitaris per a clients com Kaiku, Creu Roja, Turisme d'Euskadi, Media Markt o Carrefour, Koldo ha dirigit clips musicals per a artistes com Antonio Orozco, Extremoduro, El Sueño de Morfeo, Deluxe, Doctor Deseo, Zodiacs o Estopa.
En televisió, Koldo Serra ha dirigit episodis per a sèries com Gominolas (Cuatro, 2007), El Comisario, La Fuga i El Don de Alba (Telecinco) o Karabudjan per Antena 3, amb Hugo Silva, Marta Nieto i Víctor Clavijo com a protagonistes.
SEls seus últims treballs per a televisió són els episodis "Tiempo de hechizos" i "Tiempo de conquista", tots dos de la tercera temporada de la multipremiada sèrie El Ministerio del Tiempo de TVE, i les tres últimes temporades de La casa de papel (Netflix).
És membre fundador i soci de les productores 'Arsénico P.C.' amb Borja Crespo, Nacho Vigalondo, Borja Cobeaga i Nahikari Ipiña i 'Sayaka', actualment filial basca d’Arsénico.

## Filmografia

### Llargmetratges
- The backwoods (2006): Competeix en la secció 'Zabaltegi-Nous Directors' en la 54 edició (2006) del Festival Internacional de Cinema de Sant Sebastià
- Gernika (2016). Competeix en la secció oficial del 19 Festival de Cinema Espanyol de Màlaga (2016). Guernica és un drama romàntic i emocional, inspirat en el bombardeig de Guernica durant la Guerra Civil Espanyola, immortalitzat per Pablo Picasso en la seva obra mestra.
- 70 binladens (2018) Estrenada el 8 de març de 2019.
- Caminantes (2020) Estrenada el 10 de juliol de 2020.

### Curtmetratges
- El tren de la bruja (2003): amb guió de Nacho Vigalondo i Koldo Serra
- Amor de madre (1999): Dirigit amb Gorka Vázquez
- Háchame! (1996)

### Vídeo clips
- Temblando d’Antonio Orozco (2013)
- Llegará d’ Antonio Orozco (2013)
- Adiós' de Jaula de Grillos (2007)

## Premis i reconeixements
El 18 de març de 2017 Koldo Serra va rebre el Premi de San Pancracio d'Honor del Festival Solidari de Cinema Espanyol de Càceres al costat dels actors Roberto Álamo, Laia Marull, Carlos Santos, Anna Castillo i Petra Martínez,, el director Salvador Calvo i el director artístic i escenògraf Marcelo Pacheco.